# Veolia Umweltservice
Die Veolia Umweltservice GmbH mit Sitz in Hamburg führt das operative Entsorgungsgeschäft des europäischen Umweltdienstleisters Veolia Environnement in Deutschland. 
Das Unternehmen ist Anbieter von Dienstleistungen in den Bereichen Entsorgung, Industrie-Reinigung, Rohr- und Kanalservice, Gebäude- und Industrie-Service, sowie Technischer Service. 2022 erzielte die Gruppe mit rund 9.500 Mitarbeitern einen Umsatz in Höhe von 2,8 Milliarden Euro. Die Gruppe ist bundesweit tätig und bietet Entsorgungsdienstleistungen für Gewerbe- und Industriekunden als auch im kommunalen Bereich an und tritt als Duales System in Deutschland auf. Die Gruppe hat in Deutschland mehr als 250 Dienstleistungs- und Anlagenstandorte.

## Entstehung des heutigen Unternehmens
Veolia Environnement ist bereits seit einigen Jahren im deutschen Entsorgungsmarkt tätig. Das Unternehmen Veolia Umweltservice GmbH in der heutigen Form entstand im Sommer 2007 durch die Übernahme von Sulo und Verschmelzung mit der Veolia Umweltservice GmbH.

## Vorläuferfirmen und Übernahmen

### Sulo mit Tochtergesellschaften
Die Sulo GmbH wurde 1892 zunächst als Hersteller von Stahlartikeln wie Gießkannen und Wannen gegründet. Die ersten Entsorgungsdienstleistungen konnte Sulo im Jahre 1963 durch die Übernahme des Entsorgungsunternehmens Jakob Altvater erbringen.
Im Jahre 1989 dehnte Sulo das Geschäft auf Europa und Asien aus. 1994 gründete Sulo Tochterunternehmen in Polen, Tschechien und der Ukraine, 1998 nahm es Geschäfte in Singapur auf.
2004 erwarben die Finanzinvestoren Blackstone Group und Apax Partners alle Anteile an der Unternehmensgruppe Sulo.
Bis zum Jahre 2005 firmierten die Entsorgungstöchter von Sulo noch unter den Namen Städtereinigung West, Peter Schad, AWA Abfallwirtschaft Altvater, NBS Nordbayerische Städtereinigung Altvater, RPS Rhein-Pfälzische Städtereinigung Altvater, Jakob Altvater Filderstadt, und ALCO Süd Altvater. Erst danach wurden die Unternehmen und Fahrzeuge schrittweise auf die Marke Sulo umgestellt.
Im Januar 2007 übernahm Sulo über ihre Tochter Nord-West GmbH die Hamburger Henning-Gruppe. Dieses 1921 gegründete und bislang familiengeführte Unternehmen beschäftigte an sieben Standorten 150 Mitarbeiter. Es war mit rund 54 Mio. Euro Jahresumsatz ein führender Altpapier- und Gewerbeabfallentsorger Norddeutschlands.
Ähnlich wie bereits in der Stadt Herford praktiziert, stieg Sulo 2007 in die Entsorgung der thüringischen Stadt Gera ein.
Im April 2007 verkauften die Finanzinvestoren Blackstone und Apax ihre Beteiligung an Sulo für 1,45 Mrd. Euro an den französischen Versorgungskonzern Veolia Environnement. Blackstone und Apax zahlten 2004 500 Mill. Euro für ihren Einstieg bei Sulo, der Cleanaway-Zukauf kostete 558 Mill. Euro.
Im Oktober 2007 wurde die Sulo-Umwelttechnik-Gruppe (v.A. Mülltonnen) von Veolia Environnement an den französischen Konzern Plastic Omnium weiterverkauft.

### Cleanaway Deutschland
Im Jahre 1938 wurden die beiden Vorläuferfirmen von Cleanaway gegründet. Die Betriebe handelten mit Recyclingprodukten und fusionierten 1978 zur Sanne, Kruse & Pape GmbH & Co. (SKP). 1992 wurde die Holding SKP Unternehmensverwaltung GmbH & Co. gegründet. 1998 wurde diese in die SKP Recycling AG & Co. umgewandelt und in den Verbund von Cleanaway Europe integriert. Im Jahre 2002 wurde die Marke Cleanaway eingeführt – die Holding SKP Recycling AG & Co. firmierte in Cleanway Deutschland AG & Co. KG um.
Im Oktober 2005 übernahm Sulo die Cleanaway Deutschland AG & Co. KG vom australischen Dienstleistungskonzern Brambles. Der Kauf stand zunächst unter dem Vorbehalt der Genehmigung durch das Bundeskartellamt und die zuständige europäische Kartellbehörde. Am 10. April 2006 wurde die Übernahme vom Bundeskartellamt mit Auflagen genehmigt. So musste SULO in Rheinland-Pfalz, Hessen und Sachsen eine Reihe von Vermögenswerten veräußern.
Nach der Fusion war Sulo das zweitgrößte deutsche und fünftgrößte europäische Entsorgungsunternehmen. Das Unternehmen erreichte einen Umsatz von ca. 1,2 Mrd. Euro und beschäftigte mehr als 8.000 Mitarbeiter.